# Martín Campaña
Martín Nicolás Campaña Delgado (født 29. maj 1989 i Maldonado, Uruguay), er en uruguayansk fodboldspiller (målmand).
Campaña spiller i Argentina for Independiente. Han har tidligere repræsenteret blandt andet Cerro Largo og Defensor Sporting i hjemlandet.

## Landshold
Campaña debuterede for det uruguayanske landshold 27. maj 2016 i en venskabskamp mod Trinidad og Tobago. Han var en del af det uruguayanske hold til VM 2018 i Rusland.